# Edward Crankshaw
Edward Crankshaw (Essex, 3 de enero de 1909-Hawkhurst, 29 de noviembre de 1984) fue un escritor y periodista británico, especializado en el estudio de la Unión Soviética y la Casa de los Habsburgo.
Fue autor de obras como Joseph Conrad: Some Aspects of the Art of the Novel (1936), Vienna: The Image of a Culture in Decline (1938), Russia and the Russians (1947), Cracks in the Kremlin Wall (1951), Russia Without Stalin (1956), Khrushchev's Russia (1959), Gestapo: Instrument of Tyranny (1956), The New Cold War: Moscow v. Peking (1963), The Fall of the House of Habsburg (1963), Khrushchev: A Career (1966), The Hapsburgs (1971), The Shadow of the Winter Palace: Russia's Drift to Revolution, 1825-1917 (1976), Bismarck (1981) y Putting Up with the Russians (1985), entre otras muchas.